# Арнауткьой (вилает Одрин)
Вижте пояснителната страница за други значения на Арнауткьой.
Арнауткьой (на турски: Arnavutköy) е село в Източна Тракия, Турция, Вилает Одрин.

## География
Селото се намира на пет километра северно от Одрин.

## История
В 19 век Арнауткьой е българско село в Одринска кааза на Одринския вилает на Османската империя. Според Анастас Разбойников в 1830 година то има 60 български къщи, в 1878 – 45, а в 1912 – 41. Според „Етнография на вилаетите Адрианопол, Монастир и Салоника“, издадена в Константинопол в 1878 година и отразяваща статистиката на населението от 1873 г., Арнаут (Arnaout) е село с 45 домакинства и 197 жители българи. Статистиката на професор Любомир Милетич сочи 31 български патриаршистки семейства в 1912 година.
При избухването на Балканската война в 1912 година двама души от Арнауткьой са доброволци в Македоно-одринското опълчение.
Българското население на Арнауткьой се изселва след Междусъюзническата война в 1913 година.

## Личности
Родени в Арнауткьой
- Димитър Ириков (1884 – ?), македоно-одрински опълченец, 1 и Нестроева рота на 5 одринска дружина[5]
- Никола С. Ириков (1892 – ?), македоно-одрински опълченец, 1 рота на 5 одринска дружина[5]